# Лемус, Хуан Карлос
Хуан Карлос Лемус Гарсия (исп. Juan Carlos Lemus Garcia, 6 мая 1965, Пинар-дель-Рио) — кубинский боксёр средней весовой категории, выступал за сборную Кубы в конце 1980-х — начале 1990-х годов. Олимпийский чемпион, чемпион мира, дважды победитель Панамериканских игр, чемпион Игр Центральной Америки и Карибского бассейна, многократный победитель и призёр национального первенства.

## Биография
Хуан Карлос Лемус родился 6 мая 1965 года в провинции Пинар-дель-Рио. Активно заниматься боксом начал в возрасте пятнадцати лет в местном спортивном клубе, несмотря на свой небольшой рост, уже в детстве добивался неплохих результатов за счёт техники и непрерывного напора, физической мощи. Первого существенного успеха на международной арене добился в 1985 году, когда на чемпионате мира среди юниоров в Бухаресте выиграл в полусреднем весе серебряную медаль. Это достижение помогло ему пробиться во взрослую сборную Кубы, однако выиграть национальное первенство долгое время не получалось, в решающих матчах спортсмен постоянно уступал более опытным соотечественникам. Единственную значимую победу в этот период он одержал в 1987 году на Панамериканских играх в Индианаполисе. Сезон 1988 года оказался совершенно безрезультатным, поскольку правительство бойкотировало летние Олимпийские игры в Сеуле, главное спортивное мероприятие четырёхлетия.
В 1990 году Лемус наконец стал чемпионом Кубы, год спустя выиграл золотую медаль на чемпионате мира в Сиднее и взял уже второе в своей карьере золото Панамериканских игр. Благодаря череде удачных выступлений удостоился права защищать честь страны на Олимпиаде 1992 года в Барселоне, где без проблем расправился со всеми оппонентами и завоевал золото. Последним победным международным турниром для него стали Игры Центральной Америки и Карибского бассейна 1993 года в Гаване, здесь он тоже не проиграл ни одного боя. Хуан Карлос Лемус продолжал выступать на ринге вплоть до 1994 года, в частности, побывал на Играх доброй воли в Санкт-Петербурге, однако потерпел поражение (15:7) в финальном бою против россиянина Сергея Караваева. Вскоре после этих соревнований принял решение завершить карьеру спортсмена, уступив место в сборной молодым кубинским боксёрам.